# Атлетика на Летњим олимпијским играма 1896 — бацање диска за мушкарце
Такмичење у дисциплини бацање диска за мушке, на 1. Олимпијским играма 1896. одржано је 6. априла на стадиону Панатинаико. За такмичење се пријавило 9 такмичара из 6 земаља. Сви такмичари су бацали по пет хитаца.  

## Земље учеснице
- Данска (2)
- Француска (1)
- Уједињено Краљевство (1)
- Грчка  {3}
- Шведска (1)
- САД (1)

## Рекорди пре почетка такмичења
| Најбољи резултат на свету | 35,74                          | Ерик Ериксон                   | Шведска                        |                                | 1895.                          |
| Олимпијски рекорд         | први пут на олимпијским играма | први пут на олимпијским играма | први пут на олимпијским играма | први пут на олимпијским играма | први пут на олимпијским играма |

## Освајачи медаља
|                  |                                |                       |
| Роберт Гарет САД | Панајотис Параскевопулос Грчка | Сотириос Версис Грчка |

## Нови рекорди после завршетка такмичења
| Олимпијски рекорд | 29,15 | Роберт Гарет | САД | Атина, Грчка | 6. април 1896. |

## Резултати
| Пласман | Такмичар                 | Држава               | Резултт  | 1        | 2        | 3        | 4        | 5        |
| ------- | ------------------------ | -------------------- | -------- | -------- | -------- | -------- | -------- | -------- |
|         | Роберт Гарет             | САД                  | 29,15    | 27,53    | X        | непознат | 28,72    | 29,15 ОР |
|         | Панајотис Параскевопулос | Грчка                | 28,95 м  | 28,51    | непознат | непознат | 28,88    | 28,95    |
|         | Сотириос Версис          | Грчка                | 27,78    | непознат | непознат | непознат | непознат | непознат |
| 4.      | Џорџ Стјуарт Робертсон   | Уједињено Краљевство | 25,20    | непознат | непознат | непознат | непознат | непознат |
| 5-9     | Алфонс Гризел            | Француска            | непознат | непознат | непознат | непознат | непознат | непознат |
| 5-9     | Виго Јенсен              | Данска               | непознат | непознат | непознат | непознат | непознат | непознат |
| 5-9     | Холгер Нилсен            | Данска               | непознат | непознат | непознат | непознат | непознат | непознат |
| 5-9     | Јоргос Папасидерис       | Грчка                | непознат | непознат | непознат | непознат | непознат | непознат |
| 5-9     | Хенрик Шеберг            | Шведска              | непознат | непознат | непознат | непознат | непознат | непознат |